# Bol'sheuluysky (huyện)
Huyện Bol'sheuluysky (tiếng Nga: ? райо́н) là một huyện hành chính tự quản (raion), của Vùng Krasnoyarsk, Nga. Huyện có diện tích 2604 kilômét vuông. Trung tâm của huyện đóng ở BolshoyUlui.